# Enología
La enología (del griego οἶνος "vino" y λόγος "conocimiento") es la ciencia, técnica y arte de producir vino. 
El enólogo es el responsable de dirigir los procesos de elaboración del vino.
Es el experto que supervisa en la bodega tanto la elaboración, el almacenaje, análisis, conservación, embotellado y comercialización del vino. En inglés se conoce como oenologist, y en francés como oenologue. 
No se debe confundir con el sumiller, o sommelier, o catador (el que prueba) que realiza la cata, o degustación, de un vino para resaltar las características y calidad de este.
La enología no es una ciencia individual, se debe tener conocimientos de gastronomía, química, microbiología, física, botánica, matemática, etc. Todas estas herramientas en conjunto ayudan a un buen diseño y planeación en las bodegas para la producción de vino. Un enólogo debe diseñar, supervisar, gestionar y analizar el cumplimiento del proceso para garantizar una buena calidad del vino.

## Licenciatura en enología
En España, existe un título universitario oficial denominado Grado en Enología. Los objetivos de estos estudios son "proporcionar una formación científica adecuada en los métodos y técnicas de cultivo de viñedo, elaboración de vinos, mostos y otros derivados de la vid, análisis de los productos elaborados y almacenaje, gestión y conservación de los mismos". En España el primer campus en impartir la Licenciatura en Enología fue la Universidad de La Rioja.

En Argentina existe el título universitario de "Licenciado en Enología", otorgado la Facultad de Ciencias Aplicadas a la Industria, de la Universidad Nacional de Cuyo, ubicada en San Rafael, Mendoza con una carga horaria de 1545 horas Licenciatura en Enología: La carrera se fundamenta en las ciencias químicas, físicas y matemáticas brindando una orientación técnica industrial. La Facultad prepara al egresado para desempeñarse en cargos técnicos directivos de establecimientos enológicos y frutihortícolas, participando y dirigiendo los procesos de elaboración y de control de calidad de todos sus productos, como así también, en laboratorios bromatológicos y de la industria alimenticia. Dicha facultad además brinda la posibilidad de cursar las carreras de Bromatología, Licenciatura en Enología e Industrias Frutihortícolas y la Licenciatura en Alimentos. El mismo título es otorgado por la Universidad Juan Agustín Maza, con un programa de 38 materias. 

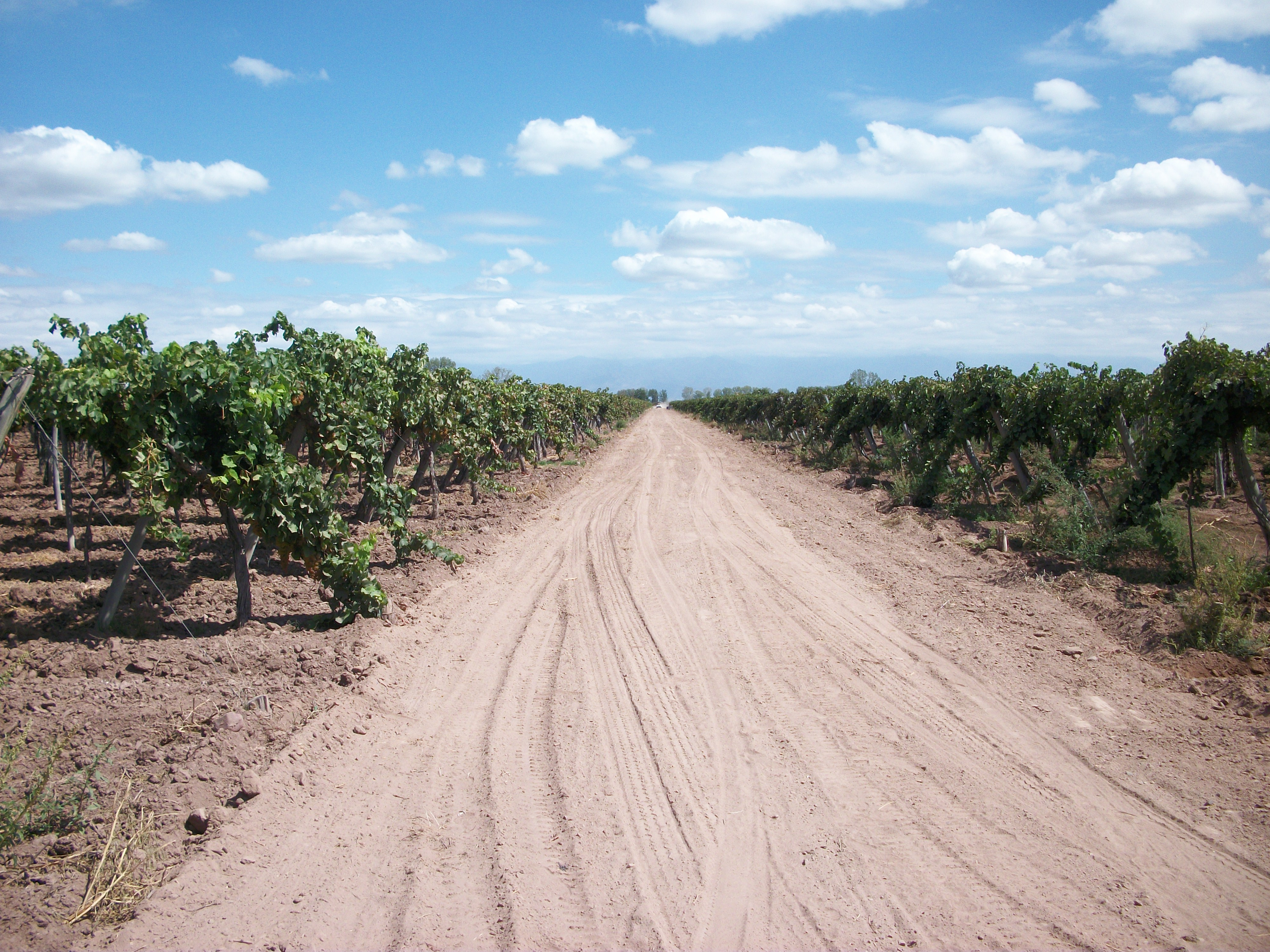
Viñedos de Fray Luis Beltrán

Ambas universidades cuentan con varias décadas de prestigio en la formación de profesionales de la enología. También existe el título intermedio de técnico enólogo y licenciado en Enología otorgado por la Universidad Tecnológica Nacional (UTN), también en Mendoza, Argentina.
El Instituto Nacional de Vitivinicultura (INV), organismo autárquico de la República Argentina que se encarga de controlar la industria vitivinícola, reconoce como personal apto para dirigir y ser responsable técnico legal de un establecimiento enológico a los Licenciados en Enología o Enólogos egresados de establecimientos oficiales o privados reconocidos por el Gobierno Nacional, o Ingenieros Agrónomos egresados de la Facultad de Agronomía de la Universidad Nacional de Cuyo
En Chile, la obtención del título de enólogo requiere, por ley y a diferencia de otros países, ser Ingeniero Agrónomo titulado, con especialidad en enología y viticultura, junto a la aprobación del examen de enólogo, tomado una vez al año por la Asociación de Ingenieros Agrónomos Enólogos de Chile. Las universidades que forman a los enólogos chilenos y que llevan a cabo la investigación relacionada son, indiscutiblemente, la Universidad de Chile (Departamento de Agroindustria y Enología de la Facultad de Ciencias Agronómicas), la Universidad de Talca, ubicada en la zona de mayor producción de vinos de Chile, y la Pontificia Universidad Católica de Chile.